# Metalinhomoeus zosterae
Metalinhomoeus zosterae är en rundmaskart som beskrevs av Nikolai Nikolaievich Filipjev 1918. Metalinhomoeus zosterae ingår i släktet Metalinhomoeus och familjen Linhomoeidae. Inga underarter finns listade i Catalogue of Life.